# Trophonella
Trophonella is een geslacht van weekdieren uit de klasse van de Gastropoda (slakken).

## Soorten
- Trophonella echinolamellata (Powell, 1951)
- Trophonella enderbyensis (Powell, 1958)
- Trophonella eversoni (Houart, 1997)
- Trophonella longstaffi (E. A. Smith, 1907)
- Trophonella rugosolamellata Harasewych & Pastorino, 2010
- Trophonella scotiana (Powell, 1951)
- Trophonella shackletoni (Hedley, 1911)